# José Carlos Nunes de Oliveira

## Biografia
José Carlos Nunes de Oliveira é um arquiteto português.  Formou-se em Arquitetura pela Escola Superior Artística do Porto (ESAP) em 1998, sob a orientação do arquiteto Nuno Mateus (ARX Portugal). Em 2001 obteve o grau de investigador na Escuela Técnica Superior de Arquitectura,  Universidad de Valladolid.  

## Carreira
Em 2001, fundou o seu próprio ateliê, NOARQ, no Porto. Atualmente tem escritório na Trofa. Trabalhou paralelamente com o arquiteto Álvaro Siza Vieira entre 2000 e 2021, colaborando em diversos projetos, alguns em parceria com Eduardo Souto Moura. 
Desde 2015, exerce funções académicas como professor visitante no MArch Advanced Master’s in Architecture, Design and Business Administration da Universidad Europea de Valencia.  

## Obras
- Paços do Concelho da Trofa (Trofa, Portugal) – Edifício da Câmara Municipal da Trofa. [6] [7]

- Halo (Vigo, Espanha) – Passagem aérea e elevador urbano ligando a estação intermodal de Vigo ao centro da cidade. [8]

- Ponte Dona Antónia Ferreirinha (em construção) – Projeto responsável pelo atravessamento da Linha Rubi, ligando via metro o Porto e Vila Nova de Gaia. [9] [10]

## Prémios
- XVII Bienal Internacional de Arquitectura de Buenos Aires (Buenos Aires, 2019) [11]

- Architecture MasterPrize (Nova Iorque, 2020) [12]

- Prémio Januário Godinho (Vila Nova de Famalicão, 2022) [13]

- Architecture MasterPrize (Nova Iorque, 2024) [14] [15] [16]

- 4 Future Awards (Canadá, 2024) [17]

- Finalista do Premis FAD (Catalunha, 2024) [18]